# Washington (Virginia)
Washington település az Amerikai Egyesült Államok Virginia államában, Rappahannock megyében, melynek megyeszékhelye is. Lakosainak száma 86 fő (2020. április 1.).

## Népesség
A település népességének változása:

| 2010 | 135 |
| 2020 | 86  |